# Гоняясь за бизоном
«Гоняясь за бизоном» — девятый студийный альбом российской рок-группы «Несчастный случай». Официальный релиз альбома в Интернете состоялся 30 ноября 2013 года. Весной 2013 года было объявлено о записи юбилейного альбома группы, куда войдут песни, написанные в 80-е-90-е годы и никогда не издававшиеся ранее. Альбом был полностью записан на средства, собранные поклонниками группы. Альбом является самым длинным за всю историю команды (19 композиций). Название альбома происходит от песни «Гоняясь за бизоном» — первой песни, которую исполнили Алексей Кортнев и Валдис Пельш в 1983 году.. Также, в отличие от альбома «Межсезонье», где были изменены аранжировки всех ранних песен, в этот раз старые аранжировки композиций были сохранены.

## Состав
- Алексей Кортнев (вокал, гитара, тексты песен)
- Валдис Пельш (вокал)
- Павел Мордюков (вокал, саксофон)
- Сергей Чекрыжов (клавишные, бэк-вокал, музыка)
- Дмитрий Чувелёв (электрогитара)
- Роман Мамаев (бас-гитара)
- Павел Тимофеев (ударные)

## Список композиций
1. Гоняясь за бизоном
2. Товарищ прапорщик
3. Ящерка
4. Классовая ненависть
5. Краски на снегу
6. Мясо криля
7. Культ безличия
8. Военноподданый романс
9. Мурка
10. Небожитель
11. Прогулочный шаг
12. Партия народа
13. Фома (Дурики-чирики)
14. Господи, дай!
15. Новый день
16. Я слишком пьян
17. Сегодня март
18. Тополиный день
19. Здравствуй, месяц март

Песня «Мурка» ранее встречалась в сольном альбоме «Кортнев Алексей и „Музыкальные руководители“ Нелегенды Русского Шансона» и совместном альбоме Алексея Кортнева и Владимира Качана «Му-Му и адвокат». Также в альбоме «Му-Му и адвокат» звучала и другая песня «Я слишком пьян», эта же песня звучала в альбоме к спектаклю «День радио». Фрагмент песни «Мясо криля» в дальнейшем был использован в следующем альбоме группы «Несчастный случай» «Кранты».